# Hóa keo
Hóa keo là lĩnh vực hóa học nghiên cứu về các cách chế tạo, đặc điểm và biến đổi các hệ keo. Hệ keo là một hệ thống phân tán các phần tử có kích thước từ một phần triệu cho đến vài phần ngàn milimét. Các phần tử này được phân tán trong một môi trường phân tán.
Hệ keo là một hệ phân tán giữa dung dịch và huyền phù. Hệ keo không có áp suất thẩm thấu, không tăng nhiệt độ sôi và không giảm nhiệt độ đông đặc của môi trường phân tán (gọi là các tính chất của hệ keo). Các hạt keo thường mang điện tích hấp thụ vì thế mà có thể tách chúng ra bằng phương pháp điện di. Các hạt keo chống sự kết tụ của các loại hạt keo khác thường được gọi là keo bảo vệ, ví dụ như dextrin. Trong cơ thể động vật và thực vật có rất nhiều hoạt chất tồn tại trong hệ keo.